# Нойман, Пауль
Пауль Нойман (нем. Paul Neumann; 13 июня 1875, Вена — 9 февраля 1932, Вена) — австрийский пловец, чемпион летних Олимпийских игр 1896 и первый победитель Игр от Австрии.

## Биография
Родился в еврейской семье в Вене.
Нойман участвовал в двух заплывах: на 500 и 1200 м вольным стилем. В первой гонке, в которой участвовало только три спортсмена, Нойманн выиграл с результатом 8:12,6. В следующей гонке он не смог финишировать. Все заплывы проходили 11 апреля.
После игр Нойман эмигрировал в США, в Чикаго. Там он поступил в Чикагский университет и получил степень доктора. Однако он продолжал заниматься плаванием и установил мировые рекорды в заплывах на 2, 3, 4 и 5 миль. Также он выигрывал несколько чемпионатов США и Канады.
Пауль Нойман входит в Международный плавательный зал славы и Международный еврейский спортивный зал славы.